# Long Zehuang
Long Zehuang (chiń. 龙泽煌; ur. 28 grudnia 1996 w Foshan) — chiński snookerzysta. Od 2023 uczestnik World Snooker Tour.

## Kariera

### Młodość i kwalifikacje do touru zawodowego
Long Zehuang pochodzi z Foshan w południowej chińskiej prowincji Guangdong. Był utytułowanym młodym zawodnikiem i odnosił sukcesy w krajowych turniejach młodzieżowych. W wieku 17 lat po raz pierwszy pojawił się na arenie międzynarodowej , biorąc udział w azjatyckich turniejach Players Tour Championship od 2013 roku. Przeważnie odpadał od razu, jedynie podczas turnieju Yixing Open w 2014 r. dotarł do trzeciej rundy po dwóch zwycięstwach nad swoimi rodakami. Turnieje PTC zostały przerwane w 2016 roku. Z powodzeniem uprawiał także inne dyscypliny bilardowe. W 2015 roku dotarł do finału Mistrzostw Świata U-19 w 9-bilach i zdobył tytuł.
W 2018 roku Long udał się do Anglii, aby zakwalifikować się do profesjonalnego touru przez Q School. W pierwszym roku wygrał zaledwie kilka meczów, ale w 2019 roku w swoim drugim turnieju dotarł do półfinału grupy, a w trzecim turnieju dotarł do fazy play-off, w której przegrał nieznacznie 3-4 z Barrym Pinchesem. Pomimo tego, że nie zakwalifikował się, pozwolono mu dwukrotnie wziąć udział w turniejach zawodowych w roli rezerwowego.
Long wrócił do Chin i wystąpił w krajowym turnieju CBSA China Tour, gdzie istniała również możliwość dostania się do turnieju zawodowego. Trenował także w Szanghaju, gdzie czołowy zawodnik Ding Junhui otworzył klub. W 2023 roku podjął kolejną poważną próbę dostania się do grona zawodowców poprzez turniej kwalifikacyjny federacji CBSA. Podczas pierwszego turnieju przegrał w ćwierćfinale z późniejszym zwycięzcą Jiang Junem 3-4, ale w drugim dotarł do decydującego meczu. Dzięki zwycięstwu 4-1 nad byłym zawodowcem Chen Feilongiem zapewnił sobie dwa lata gry w zawodowym tourze w wieku 26 lat.

### Lata zawodowe
Swoją karierę zawodową rozpoczął od zwycięstwa nad Alim Carterem w Championship League w 2023 roku. Pozostał niepokonany w turnieju, ale cztery remisy nie pozwoliły mu awansować do grupy finałowej. Potem było już tylko gorzej i po kilku początkowych porażkach, dopiero na International Championship odniósł pierwsze zwycięstwo wynikiem 6-5 przeciwko Yuanowi Sijunowi. W innym specjalnym formacie, Shoot-Out, odniósł ponownie wielki sukces: pokonał m.in. Toma Forda i Noppona Saengkhama i dotarł do 1/8 finału. Potem nastąpiły kolejne wczesne porażki, z czego jego najlepszym wynikiem w dużym turnieju była trzecia runda World Open 2024. Sezon 2024/25 rozpoczął z przytupem: z pięcioma zwycięstwami i tylko jedną porażką dotarł do finału swojej drugiej edycji Championship League, a z trzema remisami uplasował się na 5. miejscu w turnieju. Ale znów nadeszła seria wczesnych porażek. Ale potem pokonał czwartego w rankingu światowym Marka Selby'ego 5-4 w meczu otwarcia Wuhan Open, po czym zwyciężył 5-0 z Jacksonem Page'em i 5-1 z Jackiem Lisowskim. Dopiero w półfinale przegrali 4-6 z Xiao Guodongiem, który później wygrał turniej. Mimo że w kolejnych turniejach nadal nie prezentował równych wyników, jego wyniki uległy poprawie, a kolejnym sukcesem było dotarcie do 1/8 finału Scottish Open, gdzie pokonał Gary'ego Wilsona i Joe O'Connora. Zapewniło mu to 58. miejsce w światowym rankingu i tym samym dalszą obecność w zawodowym tourze.

## Występy w turniejach w karierze
| Ranking                    | [ i ] | 73            | 58            |
| Turnieje rankingowe        |       |               |               |
| Championship League        | 2R    | 3R            |               |
| Saudi Arabia Masters       | NH    | 2R            |               |
| Wuhan Open                 | LQ    | SF            | LQ            |
| English Open               | LQ    | 1R            |               |
| British Open               | LQ    | 1R            |               |
| Xi'an Grand Prix           | NH    | LQ            |               |
| Northern Ireland Open      | LQ    | 2R            |               |
| International Championship | 1R    | LQ            |               |
| UK Championship            | LQ    | LQ            |               |
| Shoot Out                  | 4R    | 2R            |               |
| Scottish Open              | LQ    | 3R            |               |
| German Masters             | LQ    | LQ            |               |
| World Grand Prix           | DNQ   | DNQ           |               |
| Players Championship       | DNQ   | DNQ           |               |
| Welsh Open                 | 1R    | LQ            |               |
| World Open                 | 2R    | 1R            |               |
| Tour Championship          | DNQ   | DNQ           |               |
| World Championship         | LQ    | LQ            |               |
| Dawne turnieje rankingowe  |       |               |               |
| European Masters           | LQ    | nie rozegrano | nie rozegrano |

1. ↑  Nowi gracze w Tourze nie mają rankingu.

| Legenda tabeli wyników              | Legenda tabeli wyników       | Legenda tabeli wyników                     | Legenda tabeli wyników                                                              | Legenda tabeli wyników                     | Legenda tabeli wyników                     |
| ----------------------------------- | ---------------------------- | ------------------------------------------ | ----------------------------------------------------------------------------------- | ------------------------------------------ | ------------------------------------------ |
| LQ                                  | odpadnięcie w kwalifikacjach | #R                                         | odpadnięcie we wczesnej fazie turnieju (WR = runda dzikich kart, RR = faza grupowa) | QF                                         | przegrana w ćwierćfinale                   |
| SF                                  | przegrana w półfinale        | F                                          | przegrana w finale                                                                  | W                                          | zwycięstwo                                 |
| DNQ                                 | nie zakwalifikował/a się     | A                                          | nie brał/a udziału                                                                  | WD                                         | zrezygnował/a w trakcie turnieju           |
| Legenda oznaczeń w tabelach wyników |                              |                                            |                                                                                     |                                            |                                            |
| NH / Nie roz.                       | NH / Nie roz.                | Turniej nie odbył się.                     | Turniej nie odbył się.                                                              | Turniej nie odbył się.                     | Turniej nie odbył się.                     |
| NR / Nie-rank.                      | NR / Nie-rank.               | Turniej nie był zaliczany jako rankingowy. | Turniej nie był zaliczany jako rankingowy.                                          | Turniej nie był zaliczany jako rankingowy. | Turniej nie był zaliczany jako rankingowy. |
| R / Rank.                           | R / Rank.                    | Turniej był zaliczany jako rankingowy.     | Turniej był zaliczany jako rankingowy.                                              | Turniej był zaliczany jako rankingowy.     | Turniej był zaliczany jako rankingowy.     |
| MR / Minor-Rank.                    | MR / Minor-Rank.             | Turniej był zaliczany jako minor ranking.  | Turniej był zaliczany jako minor ranking.                                           | Turniej był zaliczany jako minor ranking.  | Turniej był zaliczany jako minor ranking.  |